# Maxime II de Constantinople
Maxime II de Constantinople (en grec : Μάξιμος Β΄) est patriarche de Constantinople résidant à Nicée en 1216.

## Biographie
Maxime II exerce son patriarcat du 3 juin jusqu'à sa mort en décembre 1216.
Maxime était abbé du  monastère  « Akoimetoi » et confesseur de l'empereur de Nicée Théodore Lascaris avant de devenir patriarche.
Georges Acropolite et Nicéphore Calliste Xanthopoulos sont très critiques à son égard, suggérant qu'il était « ignorant » et que la seule raison pour laquelle il a été élevé au patriarcat était ses intrigues dans le quartier des femmes du palais. Selon Acropolite, « c'était un moine qui ne devait son élévation qu'aux intrigues des femmes de la cour dont il était devenu l'idole à force de les adorer ».
Maxime II meurt en fonction après seulement six mois sur le trône patriarcal.